# Stemmiulus ruthveni
Stemmiulus ruthveni är en mångfotingart som beskrevs av Chamberlin 1923. Stemmiulus ruthveni ingår i släktet Stemmiulus och familjen Stemmiulidae. Inga underarter finns listade i Catalogue of Life.